# Schlacht an den Masurischen Seen
1914

Ostpreußische Operation (Stallupönen, Gumbinnen, Tannenberg, Masurische Seen) – Galizien (Kraśnik, Komarów, Gnila Lipa, Lemberg,
Rawa Ruska) – Przemyśl – Weichsel – Krakau – Łódź – Limanowa–Lapanow – Karpaten
1915

Humin – Masuren – Zwinin – Przasnysz – Gorlice-Tarnów – Bug-Offensive – Narew-Offensive – Großer Rückzug – Nowogeorgiewsk – Rowno – Swenziany-Offensive
1916

Naratsch-See – Brussilow-Offensive – Baranowitschi-Offensive
1917

Aa – Kerenski-Offensive (Zborów) – Tarnopol-Offensive – Riga – Unternehmen Albion
1918

Operation Faustschlag – Krim
Die Schlacht an den Masurischen Seen vom 6. bis 14. September 1914 war eine Schlacht zwischen deutschen und russischen Truppen in Ostpreußen im Ersten Weltkrieg. Sie endete mit dem Rückzug bzw. der Vernichtung der russischen Truppen.
Die spätere Winterschlacht in Masuren vom Februar 1915 wird gelegentlich auch als Winterschlacht an den Masurischen Seen bezeichnet. In englischer Literatur werden die beiden Schlachten First/Second Battle of the Masurian Lakes genannt.

## Hintergrund

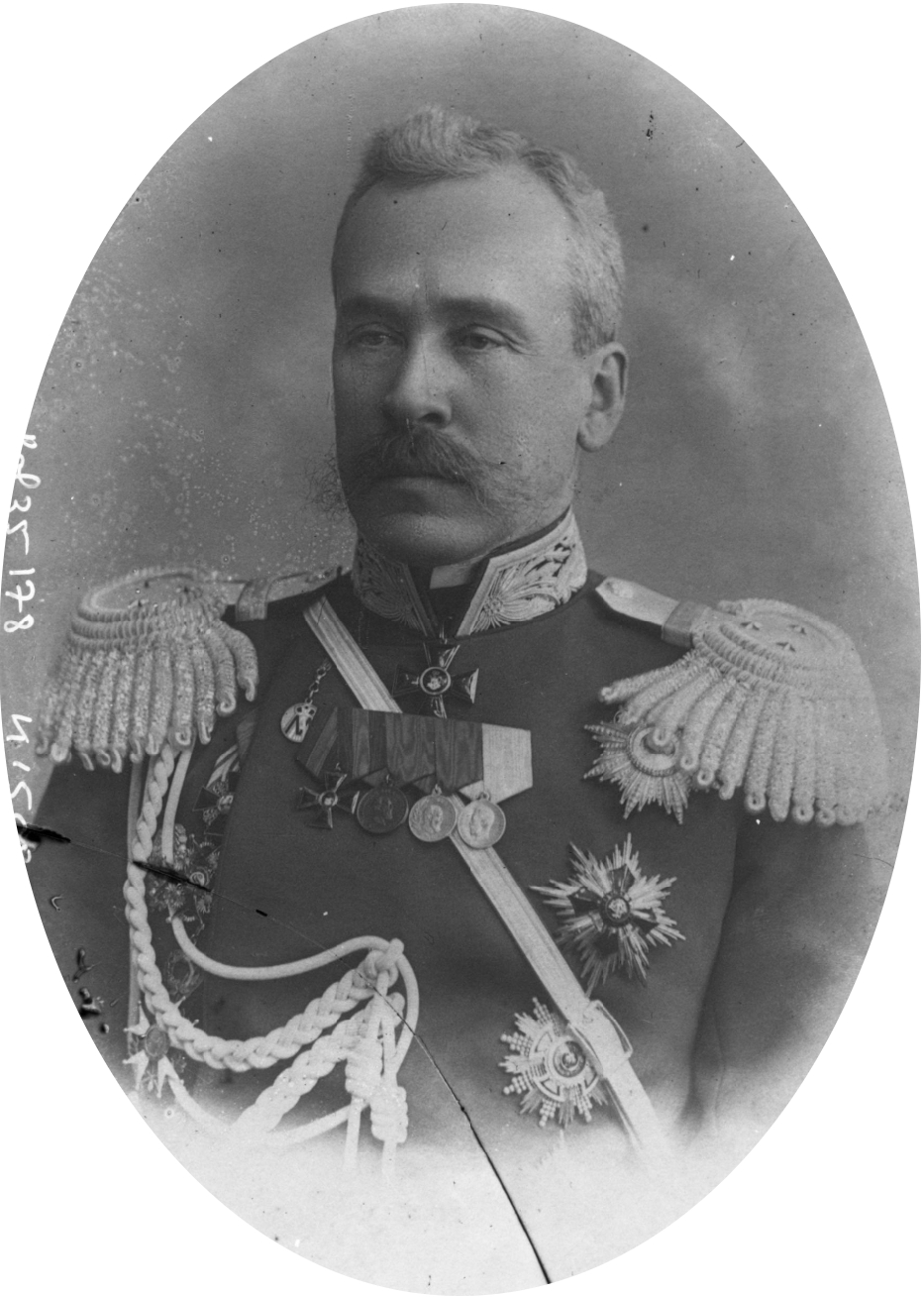
General Jakow Schilinski, Oberbefehlshaber der Nordwest-Front

Mit der Vernichtung der russischen 2. Armee unter General Samsonow in der Schlacht von Tannenberg war der russische Plan einer Eroberung Ostpreußens durch einen beiderseitigen Angriff aus dem Süden und Nordosten gescheitert. Damit war die Bedrohung der östlichsten deutschen Provinz aber noch nicht beseitigt. Schon am 20. August hatte der vorherige Befehlshaber der deutschen 8. Armee, Maximilian von Prittwitz und Gaffron dringend Verstärkungen von der Westfront angefordert. General von Prittwitz war zwar wegen seiner defensiven Operationsführung durch Generaloberst von Hindenburg ersetzt worden, der Antransport der Verstärkungen aus Frankreich wurde aber fortgeführt. So war die 8. Armee bis Ende August durch das XI. Armee-Korps und das Garde-Reserve-Korps um vier Infanteriedivisionen und eine Kavalleriedivision erheblich verstärkt worden. Damit waren die deutschen Kräfte kurzfristig ihren russischen Gegnern überlegen.
Die russische 1. Armee (Njemen-Armee) unter Paul von Rennenkampff hatte sich im Raum Insterburg–Gumbinnen auf deutschem Territorium in Verteidigungsstellungen zurückgezogen. Das zaristische Oberkommando war trotz der Niederlage von Tannenberg noch nicht vom Plan abgekommen, den Krieg abermals auf deutsches Territorium zu tragen. Dieses Vorhaben wurde noch durch diplomatischen Druck des verbündeten Frankreich geschürt. Gleichzeitig ließ der Frontstab der russischen Heeresgruppe Nord unter General Schilinski südöstlich von Ostpreußen eine neue Armee – die 10. Armee unter General der Infanterie Wassili Pflug – aufstellen, um sich die Möglichkeit einer neuerlichen Offensive zu erhalten.
General von Rennenkampff, der bereitwillig die Befehle seines Vorgesetzten Schilinskis befolgte, die es ihm schon bei Tannenberg unmöglich machten, der 2. Armee beizustehen, hatte seine Truppen jetzt auf die Defensive eingestellt und wartete weitere Kräfte ab, um neuerlich in Ostpreußen einzubrechen. Er erhielt Verstärkungen, durch die seine Armee auf insgesamt 14 Infanterie- und 5 Kavallerie-Divisionen aufgestockt wurde. Zudem hoffte er auf weitere Verstärkungen durch die neu aufgestellte 10. Armee (vorerst sibirisches III. und XXII. Korps, zusammen 6 Divisionen), die südlich der Njemen-Armee für Flankendeckung sorgen sollte.

## Planung und Aufmarsch

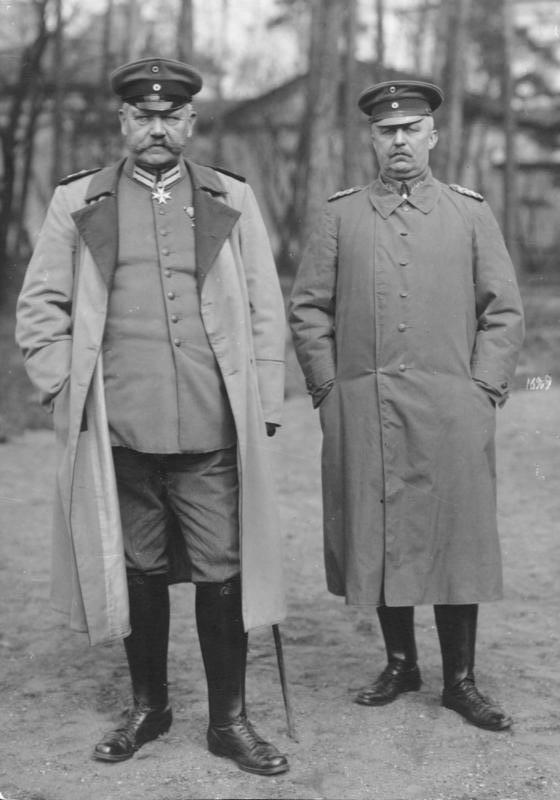
Die Generale Hindenburg und Ludendorff, Befehlshaber der deutschen 8. Armee

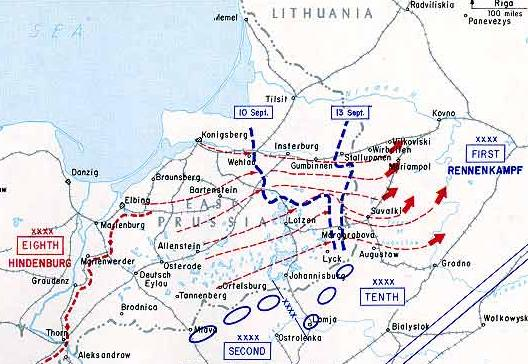
Karte der Schlacht

Nach dem Sieg von Tannenberg hatte General von Hindenburg gegenüber der russischen Njemenarmee zeitweilig eine Überlegenheit an Truppenzahl. Nur für kurze Zeit bestand die Möglichkeit, auch von Rennenkampffs Armee zurückzudrängen, bevor sich die russischen Kräfte an der jetzt unbedrohten Südflanke der 8. Armee im Raum Lyck wieder verstärken konnten. Die Lösung des Problems lag darin, an der schwächsten Stelle des Gegners eine zahlenmäßige Überlegenheit anzusetzen, um die feindliche Front aufzubrechen. Diesen Ansatz verfolgte General Ludendorff, Generalstabschef der 8. Armee, wie schon zuvor bei Tannenberg. Die Truppen wurden mit Hilfe des Eisenbahnnetzes nach Norden umgruppiert und gegenüber der russischen 1. Armee in Stellung gebracht.
Die Nordflanke bei Labiau deckte die Festungsreserve von Königsberg unter Generalleutnant von Pappritz, bei Wehlau standen ostpreußische Landwehreinheiten unter General Brodrück.
Der Aufmarsch nach Osten erfolgte an der Linie Allenburg–Gerdauen–Nordenburg – hin zu den Masurischen Seen bei Angerburg. Hier standen von Nord nach Süd der Masse der russischen 1. Armee gegenüber:
- das Garde-Reserve-Korps (Max von Gallwitz) mit der 1. Garde-Reserve-Division und der 3. Garde-Division bei Allenburg
- das I. Reserve-Korps (Otto von Below) mit der 1. und 36. Reserve-Division bei Gerdauen
- das XI. Armee-Korps (Otto von Plüskow) mit der 38. und 22. Division lag gegenüber Nordenburg
- das XX. Armee-Korps (Friedrich von Scholtz) mit der 37. und 41. Division im nordwestlichen Vorfeld von Angerburg.

Den südlichen Hauptangriff in Richtung auf Goldap sollten führen:
- das XVII. Armee-Korps (August von Mackensen), gedeckt durch die Festung Lötzen, stieß mit der 35. und 36. Division nordwärts vor und zerstörte die russische Festung Insterburg
- das I. Armee-Korps (Hermann von François) mit der 1. und 2. Division sollte im Raum Arys den Angriff eröffnen. Als Verstärkung war hier die 1. Kavallerie-Division unter General Brecht sofort verfügbar, während die 8. Kavallerie-Division in zweiter Linie durch die Seenenge nachgezogen werden sollte.

An der südlichen Front zwischen Neidenburg und Mława verblieben derweil Landwehrtruppen unter General von Zastrow in der Defensive. Bei Johannisburg deckte das schon bei Tannenberg bewährte Höhere Landwehr-Kommando Goltz sowie im Seengebiet von Lyck die sich ebenfalls dem Angriff anschließende 3. Reserve-Division unter General von Morgen.
Diese Verbände deckten die Südflanke der 8. Armee gegenüber der nur mäßig in die Schlacht eingreifenden russischen 10. Armee.

## Verlauf
Wie bei der Schlacht von Tannenberg sollte ein Verband aus zwei Divisionen unter General von François die entscheidende Umfassungsoperation gegen die linke Flanke der Russen durchführen. Damit hatte das deutsche Kommando die Schwachstelle am Südflügel der Njemen-Armee richtig erkannt. General von Rennenkampff rechnete immer noch aufgrund mangelnder Aufklärungsinformationen mit einer Attacke aus dem von Truppen entblößten Königsberg und konzentrierte seine Verbände nordwestlich gegen die Hauptstadt Ostpreußens. Seine linke Flanke bestand ausschließlich aus Reservedivisionen, unterstützt durch starke Kavallerie. Die war im Gebiet der Masurischen Seen positioniert, und von Rennenkampff rechnete damit, dass das durch Wasserflächen zerschnittene Terrain für einen deutschen Angriff nicht in Frage kommen würde. Anfragen rangniederer Offiziere in Bezug auf die unsichere Position in diesem Bereich ignorierte er. Entgegen von Rennenkampffs Ansicht setzten die Deutschen aber ihren Hauptstoß am 6. September gerade hier an der masurischen Seenenge an.
Das I. Armee-Korps unter General von François startete am 6. September den Angriff in Richtung auf Goldap mit einer dreifachen Überlegenheit, seine Verbände – die 1. und 2. Division – fügten dem russischen II. Korps schnell schwere Verluste zu. Links davon begleitete das XVII. Armee-Korps unter General von Mackensen durch das eigene Vorgehen an der Seenenge bei Lötzen auf Possessern. Die Zerteilung des Terrains wirkte sich bei den russischen Reservedivisionen in diesem Abschnitt zusätzlich negativ aus, weil die einzelnen Bataillone durch die Unwegsamkeit des Geländes kaum Verbindung zueinander halten oder gar gegenseitig koordiniert Hilfe leisten konnten. Im Zentrum drängten das deutsche Garde-Reserve-Korps bei Gerdauen, das 1. Reserve-Korps südlich Wehlau ebenfalls kräftig vor.
Das deutsche I. und XVII. Korps verstärkte den Druck gegen den russischen Südflügel derart, dass die russischen Korps im Zentrum (XX., II. und IV. Korps) bis zum 11. September schrittweise auf die Angerapp zurückgehen mussten. Nördlich von Angerburg ansetzend öffnete der Angriff des XX. Korps den Eingang des XVII. Armeekorps durch die Seenenge bei Ogonken. Die Masse der russischen 1. Armee befand sich auf dem Rückzug über die Angerapp, am Südflügel hielt der Gegner vor dem XVII. Korps aber aus taktischen Gründen länger stand. Am Abend des 11. September stand die 8. Armee an der Linie Tolmingkehmen – Goldap (I. Korps) über Gaweiten (XVII. Korps) nach Szabienen-Darkehmen (XX. Korps) bis Nemmersdorf (XI. Korps). Die 35. Division erreichte abends Kleszowen, die 36. Division konnte östlich und nördlich Szabienen nicht vorankommen.

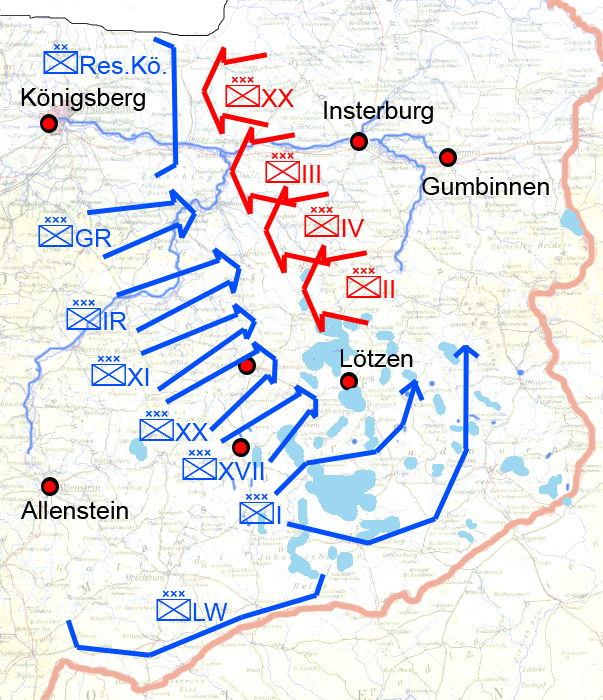
Die deutsche 8. Armee kann durch ihren südlichen Umfassungsflügel gegen Goldap die russische 1. Armee zum Rückzug hinter die Angerapp zwingen

Nach dem Plan der deutschen Führung sollte nun der Stoßverband eine Einkreisung der feindlichen Truppen nach dem Muster von Tannenberg unternehmen. Zwei Faktoren verhinderten dies allerdings. Von François setzte bei seinem Versuch, die feindlichen Truppen abzuschneiden, vorwiegend auf Kavallerie, die sich schon bei Tannenberg bewährt hatte. Allerdings war sie in der vorhergehenden Schlacht nie auf wirklich organisierten Widerstand gestoßen und hatte den Gegner eher umgangen. Die Gegenwehr russischer Infanterie setzte seinem schnellen Vorstoß ein Ende, und auch Nachschubprobleme durch die unzureichenden Wege der Seenplatte trugen dazu bei, dass der Vorstoß der Deutschen zum Stehen kam.
Erschwerend für von Rennenkampff kam noch hinzu, dass der Befehlshaber der russischen 10. Armee den bedrängten Truppen seines südlichen Flügels keine Hilfe zukommen ließ, so dass ein russischer Gegenangriff nicht zustande kam. Die deutsche Angriffsspitze konnte so ungehindert 30.000 Gefangene machen und die gesamte Artillerie der angegriffenen Divisionen erbeuten.
Von Rennenkampff entschied sich angesichts des Schicksals Samsonows zum generellen Rückzug aus deutschem Gebiet, womit ein weiterer Versuch der Einkreisung nicht mehr möglich war. Seine Njemen-Armee überquerte am 13. September die russische Grenze. Deutsche Truppen folgten der Armee und betraten tags darauf zum ersten Mal im Krieg russisches Territorium.

## Folgen

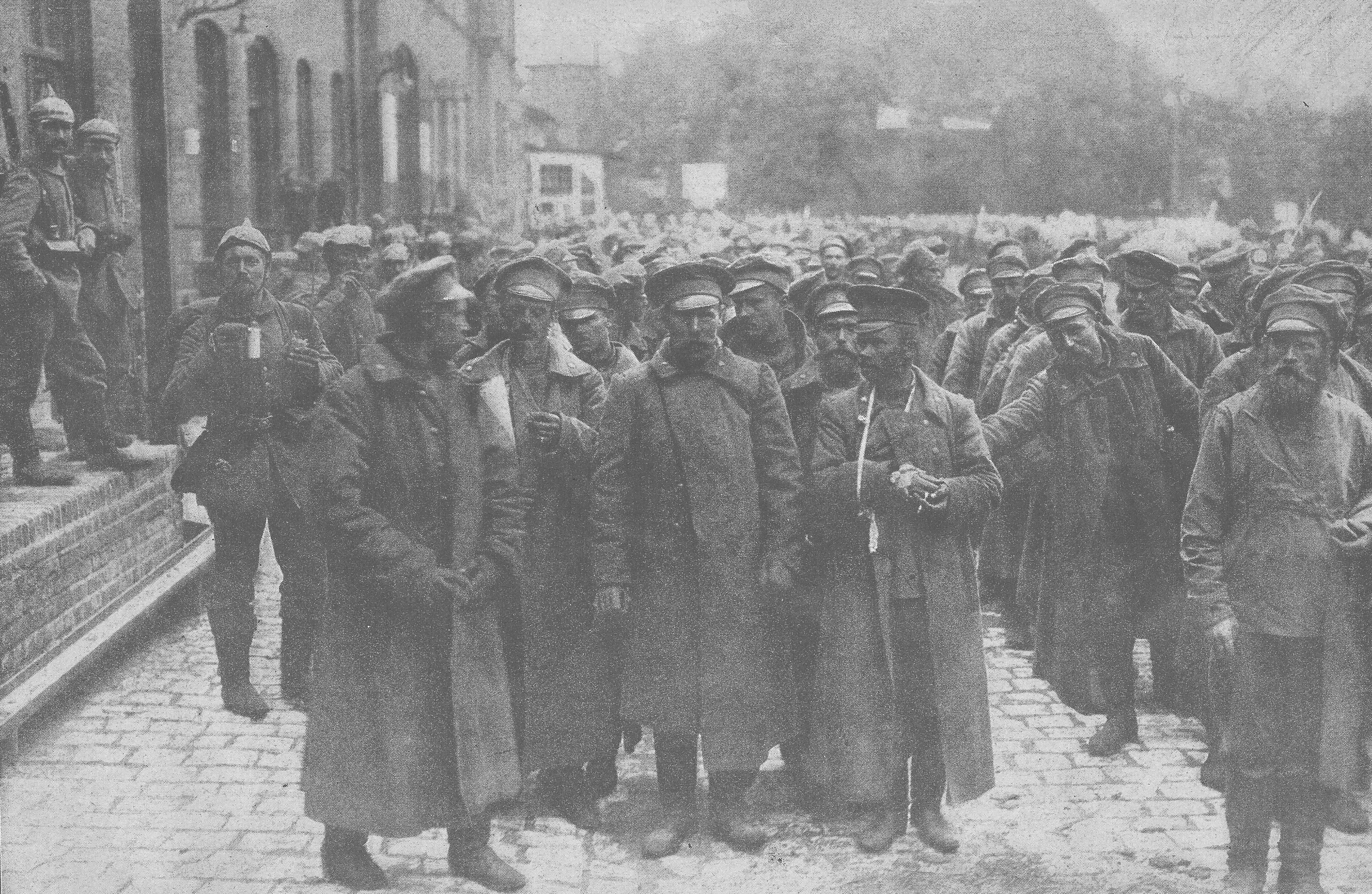
Gefangene russische Soldaten am Bahnhof vom Tilsit
(Berliner Illustrirte Zeitung: 27. September 1914)

Der Erfolg an den Masurischen Seen wurde in der deutschen Propaganda zusammen mit der Schlacht von Tannenberg frenetisch gefeiert. Während die vorhergehende Schlacht allerdings einen strategischen Sieg darstellte, war gegen die 1. Armee nur ein taktischer Erfolg erzielt worden. Dies zeigte sich in den nachfolgenden Wochen. Der russische Frontstab unter Schilinski befahl eine Gegenoffensive, da man immer noch bereitwillig dem Wunsch der Verbündeten entsprechen wollte. Die 10. Armee unter General Wassili Pflug und von Rennenkampffs 1. Armee trieben dabei die deutschen Truppen bis zum 25. September wieder auf die Grenze zurück und konnten sogar wieder kleinere Teile Ostpreußens besetzen. Die Bedrohung für die deutsche Provinz konnte erst in der Winterschlacht in Masuren vollkommen abgewendet werden.